# 요시다 마사히로
요시다 마사히로(일본어: 吉田 正廣, 1895년 12월 8일~1972년 1월 10일)는 일본의 역사가이다. 주 연구 분야는 한국사와 향토사이다. 조선총독부의 주임관으로 활동했으며 조선농지령 시행 당시의 총독부 핵심 인물로 활동했다.

## 저서
- 『조선의 소작 관행-시대와 관행』 조선농회, 1930년
- 『조선노 소작 관행』 상하권, 조선총독부, 1932년
- 『조선의 소작에 속하는 기본법규의 해설』 조선농정연구 동지회, 1934년.
- 『가고시마현 농민 조직사』 가고시마현, 가고시마현 교원 호조회 인쇄부, 1960년.
- 「가고시마 메이지 백년사 연표」가고시마현, 1968년.

## 참고 자료
- 吉田拓郎ロングインタビュー、聞き手・重松清『すばる』集英社、2010年3月号
吉田本人が「一家は朝鮮の羅南というところで暮らしていたらしい」とあるが、父の勤務先・朝鮮総督府は京城であり（坂根論文下巻註58）、「親父は小学校しか出ていなくて」とあるのも、坂根論文の調査で最終学歴が訂正されている(坂根嘉弘 2018a, 93쪽)。また、重松が｢お父さんがお亡くなりになったのは、確か73年でしたね｣と述べているが、これは山本コウタロー『誰も知らなかった吉田拓郎』八曜社、1974年の誤記を引用したもの(坂根嘉弘 2018b, 註62)。
- 坂根嘉弘 (2018년 2월). “朝鮮総督府官吏・吉田正廣の経歴と業績（上）”. 《経済科学研究》 (広島修道大学ひろしま未来協創センター) 21 (1･2): 83–101. doi:10.15097/00002660. ISSN 1343-8840. 다음 글자 무시됨: ‘和書’ (도움말);
- 坂根嘉弘 (2018년 9월). “朝鮮総督府官吏・吉田正廣の経歴と業績（下）”. 《経済科学研究》 (広島修道大学ひろしま未来協創センター) 22 (1): 103–137. doi:10.15097/00002736. ISSN 1343-8840. 다음 글자 무시됨: ‘和書’ (도움말);